# Marmosa murina

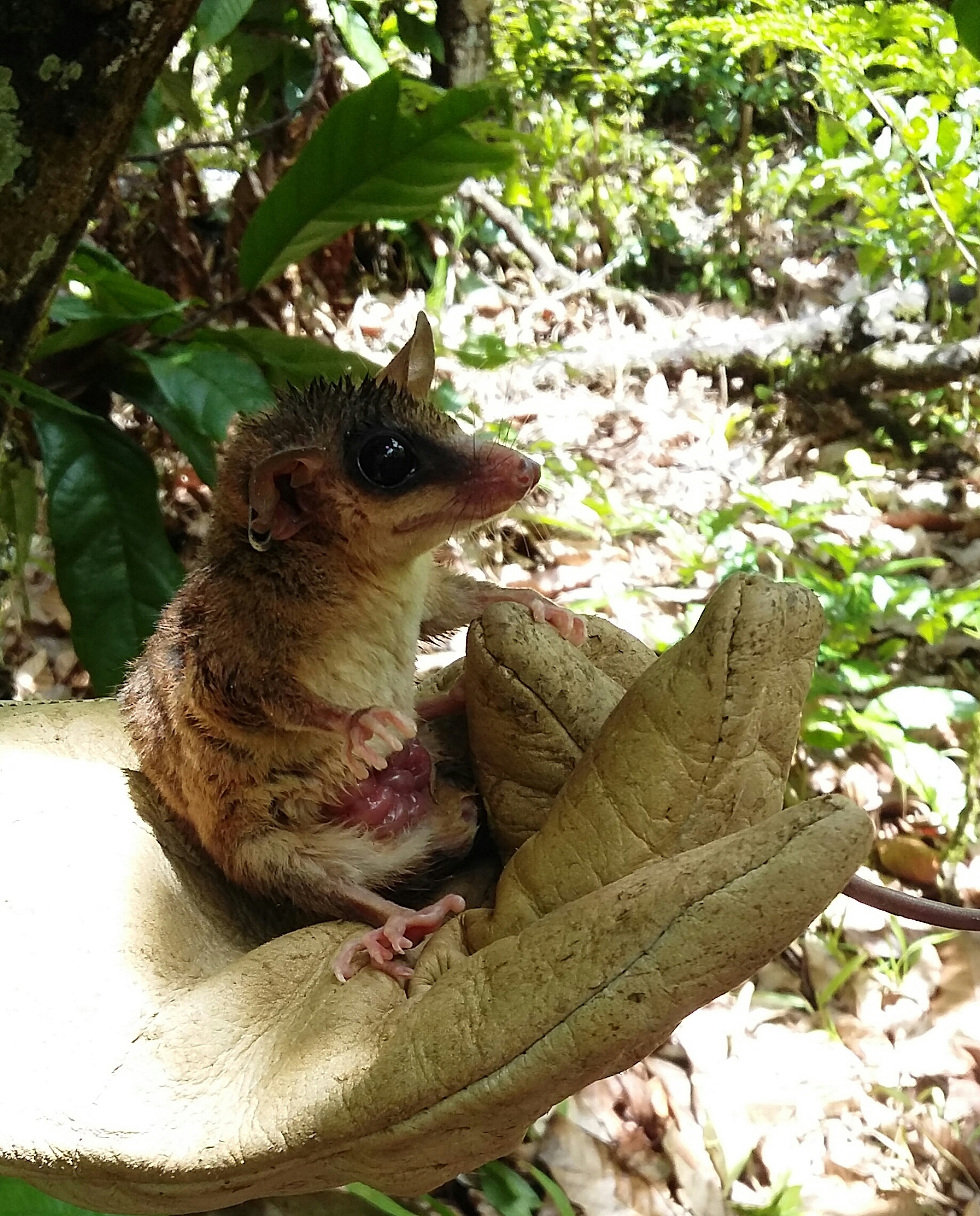
Fêmea com filhotes no marsúpio

Marmosa murina, popularmente designada cuíca, jupati, chichica, quaiquica e guaiquica, é uma espécie de marsupial da família dos didelfiídeos (Didelphidae). Pode ser encontrada na Bolívia, Brasil, Peru, Equador, Colômbia, Venezuela, Guiana, Suriname, Guiana Francesa e Trindade e Tobago.

## Etimologia
A designação popular cuíca advém do tupi *ku'ika, enquanto guaiquica do também tupi *wai-kuíka. Já a designação chichica tem origem desconhecida.

## Anatomia
É um animal de pequeno porte, com comprimento da cabeça e corpo entre 85 e 163 milímetros. Seu crânio pode ser dividido em duas partes: região cerebral e região facial, compostas também por suas subdivisões denominadas por rostro, caixa craniana, região orbital  (espaço ósseo onde se localiza os olhos), palato (parte óssea superior da boca) e basicrânio (osso que dá base e sustentação a caixa craniana).
Através de estudos desenvolvidos relacionado a anatomia desse animal foi observado que a base do crânio também denominado de basicrânio do mesmo é composto por diversos forames que são importantes para a passagem de ligamentos. Seus dentes incisivos superiores estão localizados na região do pré maxilar, os demais dentes se localizam diretamente no maxilar.
Sua cauda, que é coberta por escamas espiraladas e pêlos curtos, têm comprimento entre 142 e 225 milímetros, comprimento esse que ultrapassa o tamanho do seu crânio e corpo,  que pesa entre 18 e 100 gramas.
O órgão reprodutor de espécies masculinas desse marsupial possui musculaturas responsáveis pela ereção e ejaculação que se denominam isquiocavernosas, para ereção e liberação de urina esses músculos são auxiliados por tecidos bulboesponjosos que  se  localizam na raiz peniana, já os músculos retratores que tem como função retrair o falo do animal se localizam na região sublombar. Sua glande possui uma fenda, bifurcada para originar a uretra também dividida por duas fendas uretrais. 
Essa espécie possui uma faixa de pêlos escurecidos ao redor dos olhos, enquanto sua pelagem comumente macia e densa, que se localiza na região dorsal é marrom-acinzentada e a ventral é homogeneamente creme.   Suas patas possuem cinco dedos que possuem seis almofadas (quatro em seus dígitos além de duas no pulso) e garras, por ser um animal arborícola seus dedos são mais longos. Seus pés também possuem cinco dígitos, sendo o polegar o maior e o único desprovido de garras 

## Classificação
Existem ainda 15 espécies de marmosas que se diferenciam geneticamente, sendo esta classificada no subgênero murina. Foi reconhecido que o grupo Micoureus, um marsupial do gênero Didelfiídeos, integra um grupo monofilético dentro do gênero da Marmosa, isto é, um grupo de animais que compartilham um ancestral em comum. Dessa forma fica explícito que micoureus pode ter uma descendência muito próxima com a Marmosa Murina 
A possibilidade de Micoureus deixar de ser um subgénero e se tornar sinônimo de Marmosa tinha sido estudada, porém atualmente o gênero Marmosa contém 15 espécies na qual Micoureus ainda é apenas um subgênero deste grupo. 
Segundo fontes históricas, seres como M.murina só foram reconhecidas após a era das grandes navegações pelos portugueses, após uma fêmea dessa espécie ser capturada por um Espanhol ainda com seus filhotes em sua bolsa descoberta que causou espanto e admiração, o animal ganhou, portanto, a descrição de possuir focinho de raposa devido sua semelhança com tal animal. 

## Alimentação
O Marmosa murina foi classificado como insetívoro-onívoro, porém são poucas as informações sobre sua dieta. Nas regiões da Guiana Francesa  esta espécie se alimenta de sementes de frutas e pequenos invertebrados, mas nada impede que complementem sua dieta com frutos maiores como alguns pesquisadores encontraram em suas fezes pequenas rãs. 
Sua dieta é composta por insetos e frutos que aumentam em período de maior pluviosidade e proporcionalmente ocorre o maior aparecimento dessa espécie. Ao que indica os estudos (Julien-Laferrière, 1999; Vieira & Izar, 1999; Lessa & Costa, 2010), as espécies de Marmosa parecem se atrair por frutos de coloração verde, por serem animais noturnos que se guiam pelo olfato procuram sempre frutos com cheiros mais atrativos.
Através de estudos ainda não foi reconhecido nenhum padrão de fato sobre a alimentação da Marmosa, o que impossibilita averiguar a existência de uma síndrome de dispersão. A síndrome de dispersão se caracteriza  pela preferência de animais por certas dietas de frutos que ajudam na dispersão dessas sementes em certas regiões.
Por ser um animal arborícola, sua alimentação pode se desenvolver de forma mais facilitada devido a proximidade que se tem com as frutas dessas árvores e insetos que também vivem nessa área florestal, ademais, por ser um animal que vive também no solo pode encontrar diversidade de alimentos. 

## Reprodução e gestação

Marmosa murina e seus filhotes

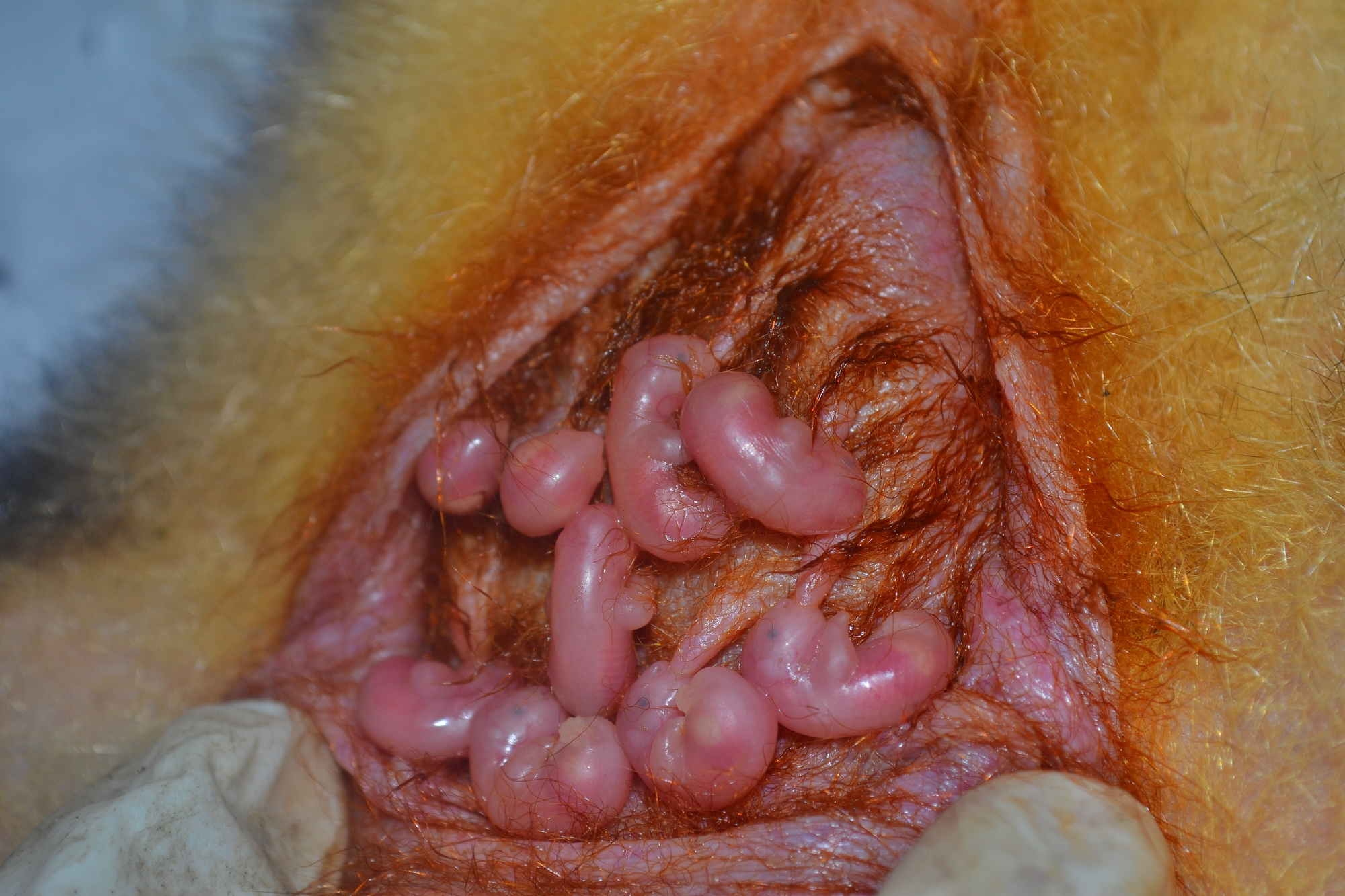
Filhotes inseridos no marsúpio de um Gambá (animal também marsupial)

Espécies de marsupiais como a Marmosa murina  possuem um tempo curto de gestação e seus filhos nascem praticamente em estado embrionário, crescendo assim grudados ao mamilo da mãe sendo este um grande período de lactação, podem ser recobertos também por uma bolsa denominada marsúpio, por isso são nomeados marsupiais, essa bolsa  é  reconhecida como útero externo, e tem como intuito de proteger o filhote, dizemos, portanto, que os mesmos possuem dois úteros, o interno para a formação do embrião, e o externo para o desenvolvimento desse filhote que nasceu. A característica mais forte dessa espécie é a ausência de placenta para o amadurecimento dos filhotes, inclusive para a alimentação dos mesmos.
Segundo estudos científicos a quantidade de seres que essa espécie pode gerar depende muito de diversos fatores para o desenvolvimento dos mesmos, como clima, a condição nutricional da espécie mãe, além de sua idade e massa corporal. Locais que possuem maiores latitudes determinam o menor tempo de estação reprodutiva dessa espécie, por efeito desse encurtamento sua prole será maior do que em regiões de menores latitudes onde o tempo reprodutivo será mais longo, logo, haverá uma quantidade menor da prole. Os filhotes em seu estágio prematuro possuem olhos e caudas ainda em desenvolvimento.
Após esse longo período de amamentação seus olhos e boca já estão totalmente desenvolvidos além de sua dentição, o crescimento de seus dentes irá promover para que esse filhote possa se posicionar grudado nas costas da Marmosa murina mãe. A partir de um certo momento as crias serão deixadas em tocas, distanciados da espécie materna e serão amamentados apenas em períodos onde sua mãe se encontra por perto. Logo após essa fase esses filhos se tornam independentes e passam a consumir outros tipos de alimentos. Diferente de diversos marsupiais a Marmosa Murina não possui ciclos poliéstricos, portanto, não tem a capacidade de apresentar várias sequências de cio durante o ano, dessa forma, não possuem dois ou três picos de nascimentos desses filhotes em um mesmo período reprodutivo 

## Habitat

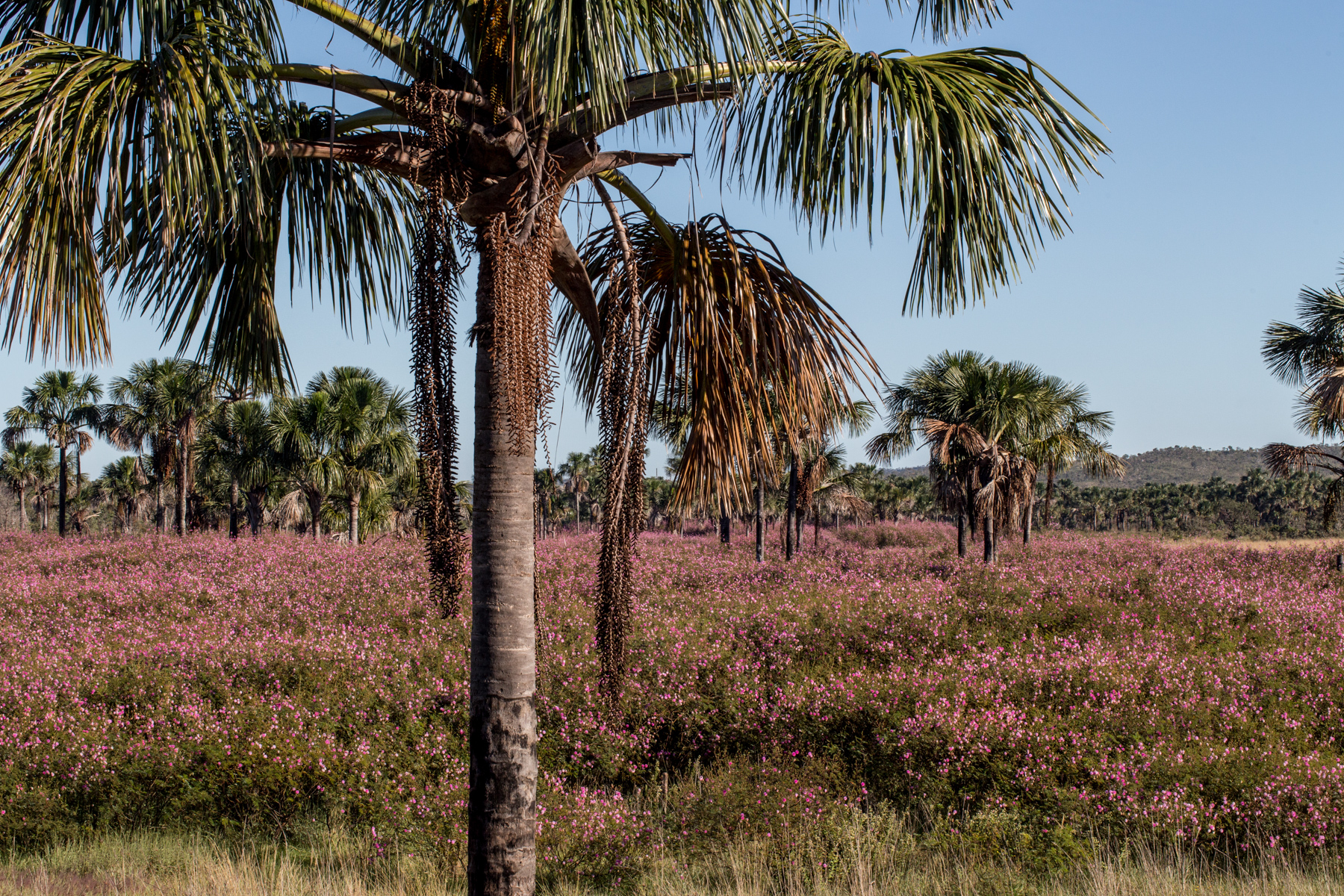
Cerrado: lugar de existência comum de Marmosa murina

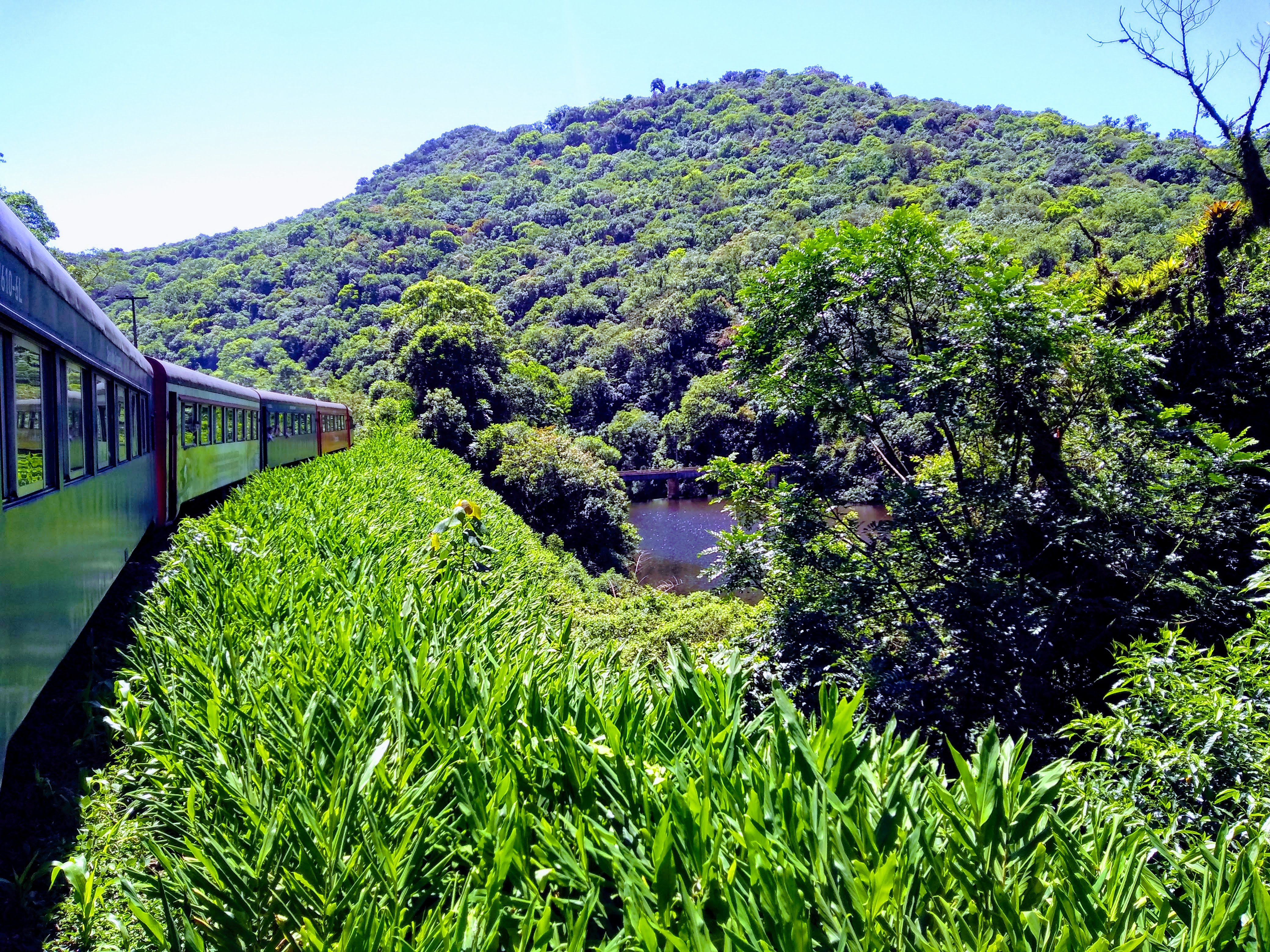
Mata atlântica: lugar de existência comum de Marmosa murina

A marmosa murina é uma espécie abundante nos devidos biomas brasileiros como cerrado, pantanal e mata atlântica sendo a mesma espécie terrestre e arborícola.  É bastante encontrada em pequenas áreas florestais que possuem vegetações abertas. Sua seletividade de habitat tende a ser maior em períodos de estação reprodutiva. 
| Táxon                           | Amazônia     | Caatinga     | Cerrado      | Mata Atlântica | Pampa        | Pantanal     |
| Marmosa (Marmosa) Lepida        | Rara         | sem resposta | sem resposta | sem resposta   | sem resposta | Sem resposta |
| Marmosa (Marmosa) Murina        | Comum        | rara         | comum        | comum          | sem resposta | marginal     |
| Marmosa (Micoureus) constantiae | marginal     | sem resposta | restrita     | sem resposta   | sem resposta | restrita     |
| Marmosa (Micoureus) Demerarae   | comum        | rara         | raro         | restrita       | Sem resposta | Sem resposta |
| Marmosa (Micoureus) Paraguayana | sem resposta | sem resposta | marginal     | comum          | Sem resposta | Sem resposta |
| Marmosa (Micoureus) Regina      | restrito     | sem resposta | sem resposta | sem resposta   | Sem resposta | Sem resposta |

Melo, Geruza. Sponchiado, Jonas. Distribuição Geográfica dos marsupiais no Brasil. Dinâmica Populacional de Marsupiais. Mato grosso do Sul.p. 95. p.109. 2012
Tabela: A seguinte tabela apresenta a distribuição de marsupiais de diversas espécies pelos biomas brasileiros, incluindo a Marmosa murina. Essas espécies foram registradas como comum, restrito, marginal e raro. Onde restrito indica um pequeno nível de animais distribuídos no bioma indicado. Marginal indica espécies que se localizam em áreas de biomas que fazem fronteira. A denominação rara indica cinco ou menos animais no bioma destacado.  Podemos perceber portanto usando como base dados de 2012 que a Marmosa murina pode ser comumente encontrada na Amazônia, no Cerrado e na Mata Atlântica. Indo de forma oposta a isso, essa espécie raramente é encontrada no bioma da Caatinga. 
Assim como qualquer animal arborícola, a Marmosa murina pode enfrentar alguns problemas relacionados a sua locomoção em árvores, e dentro dessas questões temos:
- O risco de cair dessas árvores caso não ande de forma segura, além da necessidade de estabelecer uma velocidade para a captura de frutos e fuga de predadores.
- Dificuldade no alcance de frutos
- Necessidade de andar por diferentes copas de árvores

Há ainda outras tantas questões que podem dificultar o desenvolvimento da Marmosa murina nesse ambiente árboreo.

## Doenças e zoonoses
Segundo o artigo científico que traz informações sobre as enfermidades que atingem marsupiais, descobriu-se através de testes iniciados por estudiosos que a marmosa murina é acometida pelo hantavírus e pela Trypanosoma cruzi, que são responsáveis pela doença de Chagas em humanos e nos animais. O enchimento de zonas marsupiais em reservatórios, facilita consequentemente a  mudança nos ecossistemas e interfere nos aspectos ecológicos favorecendo a aplicação dessa doença na espécie. Certamente, também, esse animal  é considerado um vetor podendo transmitir essas doenças para nós humanos.   Através de estudos desenvolvidos por Lainson e Shaw foram encontradas amastigotas (microorganimos da Leishmaniose) em exames histológicos no devido animal, através de feridas comprovando queo mesmo também pode ser portadora da doença Leishmaniose. 
A exploração de habitats reconhecida pela Marmosa murina faz com que a mesma seja vítima (principalmente os machos pois se deslocam mais por habitats do que as fêmeas),  de ectoparasitas como ixodidas (carrapatos) e gamasida (ácaros)  que podem ser encontrados em diversos locais o aumento de temperatura favorece o aparecimento desses parasitas. Há ocorrência de infestação de parasitos desses marsupiais. 

A Marmosa Murina pode ser acometida também por larvas de dípteros. Dípteros são insetos como a mosca varejeira, mosquitos, borrachudos...etc. Esses dípteros não podem ser considerados ectoparasitas da Marmosa Murina devido a sua capacidade de se infestar em animais como esse apenas na sua fase larvária.